# Campionati europei di beach volley 2024
I Campionati europei di beach volley 2024 si sono svolti dal 13 al 15 agosto 2024 a L'Aia, Arnhem e Apeldoorn, nei Paesi Bassi.

## Podi

### Uomini
| Evento                     | Oro                                         | Argento                              | Bronzo                                         |
| Torneo maschile (dettagli) | Lettonia Mārtiņš Pļaviņš Kristiāns Fokerots | Germania Nils Ehlers Clemens Wickler | Paesi Bassi Steven van de Velde Matthew Immers |

### Donne
| Evento                      | Oro                                   | Argento                                   | Bronzo                                |
| Torneo femminile (dettagli) | Germania Svenja Müller Cinja Tillmann | Italia Valentina Gottardi Marta Menegatti | Svizzera Esmée Böbner Zoé Vergé-Dépré |

## Medagliere
| Posiz. | Nazione     | Oro | Argento | Bronzo | Totale |
| ------ | ----------- | --- | ------- | ------ | ------ |
| 1      | Germania    | 1   | 1       | 0      | 2      |
| 2      | Lettonia    | 1   | 0       | 0      | 1      |
| 3      | Italia      | 0   | 1       | 0      | 1      |
| 4      | Svizzera    | 0   | 0       | 1      | 1      |
| 4      | Paesi Bassi | 0   | 0       | 1      | 1      |
| Totale | Totale      | 2   | 2       | 2      | 4      |